# Cyrille Putman
Pour les articles homonymes, voir Putman.
Cyrille Putman est un galeriste français spécialisé dans l'art contemporain, il a travaillé avec des artistes internationaux et a ouvert différentes galeries à New York, Paris, puis Arles. Il est également éditeur, critique d’art, écrivain et collectionneur. Au cours de sa carrière il fut aussi rédacteur-concepteur dans plusieurs agences de publicité et directeur du développement de l’entreprise Andrée Putman.

## Biographie
Cyrille Putman est né le 11 avril 1962 à Boulogne Billancourt, il est le fils de Jacques et Andrée Putman.
Il a été marié de 2012 à 2013 avec Géraldine Beigbeder.

## Édition & Production

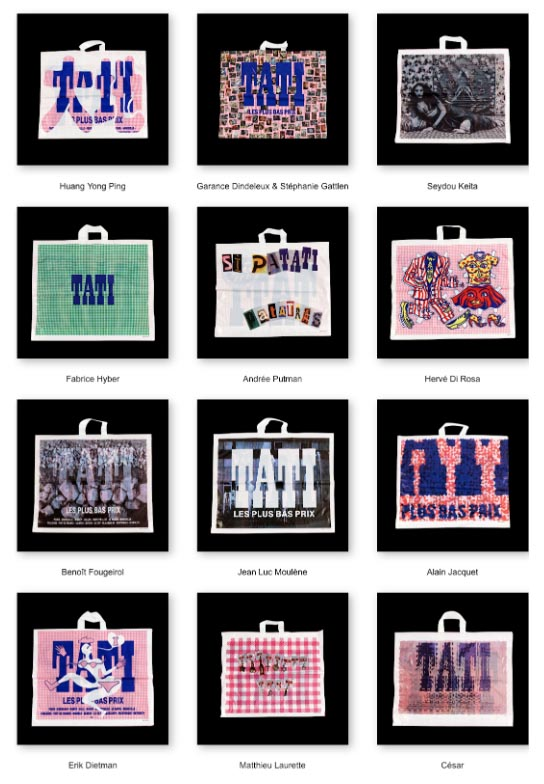
Cyrille Putman/Agence Flux - Sacs Tati créé pour les 50 ans par César, Fabrice Hyber, Huang Yong Ping, Erik Dietman, Andrée Putman, Seydou Keita, Hervé Di Rosa, Alain Jacquet, Matthieu Lorette, Jean Luc Moulène, Maurice Benayoun, et Benoît Fougeirol.

Les principales créations de Coopérateur :
Siège Bertoia croisé avec la chaise CE94 de Eames et la chaise Phantom de Verner Panton marié à la rocking-chair de Eames par Bertrand Lavier. 12 exemplaires de chaque. Épuisée.

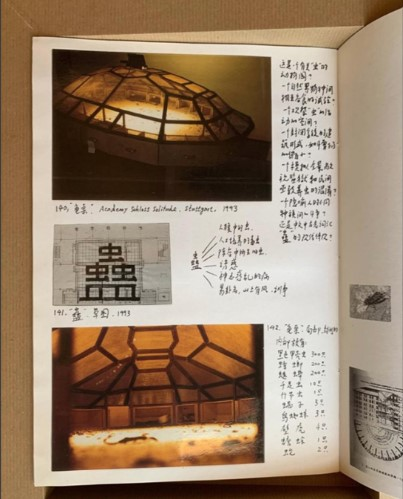
Une Immanence, de Huang Yong Ping, entretien avec Hans Ulrich Obrist. Ré-édition Cyrille Putman

## Écriture et critique d'art
En 2013, sortie du livre Cyrille Putman et Marc Lavoine, 1er Rendez-vous, Éditions de la Martinière. Une collaboration entre textes de Cyrille Putman et Polaroïds de Marc Lavoine.
2015-2018 : Cyrille Putman écrivit plusieurs papiers[source secondaire souhaitée] pour la revue Égoïste créée par Nicole Wisniak.